# Halictus geigeriae
Halictus geigeriae är en biart som beskrevs av Cockerell 1908. Halictus geigeriae ingår i släktet bandbin, och familjen vägbin. Inga underarter finns listade i Catalogue of Life.